# 樂旗隊
指樂旗隊（英語：Color guard）中的旗隊，大眾常與儀隊中由旗官組成的旗隊搞混。
通常與行進樂隊一起表演，過去少有單獨演出的機會。經過多年發展，現今已經成為一種類似舞蹈的娛樂。

## 道具

### 旗（flag）
- 標準桿
- 短桿

### 槍（rifle）
材質有木頭製和塑膠製。大多數國、高中採用槍作為第二主要道具。

### 刀（sabre）
比起練槍的風險高，動作需要較高肢體能力來配合。

### 其他
布、紗、球、棍等。

## 比賽
WAMSB世界盃行進樂隊大賽

## 純旗隊表演
近年來，旗隊逐漸發展成獨立的活動，表演形式有舞台表演、純旗隊表演等。
- Winter guard（英语：Winter guard）

在室內進行，旗隊在沒有樂隊的情況下，配合預先錄製的音樂進行表演。通常在春季或冬季舉行。

## 其他國家
在美國大部分的高中，大學都可以看到旗隊。

旗隊和行進樂隊通常在橄欖球比賽前半場結束時表演。

在行進樂隊的比賽，旗隊使用不同的道具，像是旗、槍和軍刀等，配合舞蹈表現出富有變化的行徑以伴隨樂隊表演，能為他們提高總分，因此旗隊常被視為樂隊的附屬。

## 另見
- 舞隊
- 儀仗隊
- 行進樂隊